# Characidium fasciatum
Characidium fasciatum és una espècie de peix de la família dels crenúquids i de l'ordre dels caraciformes.

## Morfologia
- Els mascles poden assolir 6,7 cm de llargària total.[2][3]

## Hàbitat
Viu en zones de clima subtropical entre 18 °C - 24 °C de temperatura.

## Distribució geogràfica
Es troba a Sud-amèrica: conques dels rius São Francisco i Paraná al Brasil.